# Dickinsia
- Commons
- Wikispecies

Dickinsia é um género botânico pertencente à família Apiaceae.